# Zuid-Amerikaans kampioenschap voetbal onder 17 - 2009
Het Zuid-Amerikaans kampioenschap voetbal onder 17 van 2009 was de 13e editie van het Zuid-Amerikaans kampioenschap voetbal onder 17, een toernooi voor nationale ploegen van landen uit Zuid-Amerika. De spelers die deelnemen zijn onder de 17 jaar. Er namen 10 landen deel aan dit toernooi dat van 17 april tot en met 9 mei in Chili werd gespeeld. Brazilië werd winnaar van het toernooi.
Dit toernooi dient tevens als kwalificatietoernooi voor het wereldkampioenschap voetbal onder 17 van 2009, dat van 24 oktober tot en met 15 november in Nigeria wordt gespeeld. De vier beste landen van dit toernooi plaatsen zich, dat zijn Brazilië, Argentinië, Uruguay en Colombia.

## Stadion
| Iquique                     |
| --------------------------- |
| Estadio Tierra de Campeones |
| Capaciteit: 12.000          |
|                             |

## Groepsfase

### Groep A
| Pos. | Land     | GW | W | G | V | DV | DT | +/− | Ptn. |
| ---- | -------- | -- | - | - | - | -- | -- | --- | ---- |
| 1    | Brazilië | 4  | 3 | 0 | 1 | 10 | 2  | +8  | 9    |
| 2    | Colombia | 4  | 2 | 2 | 0 | 6  | 3  | +3  | 8    |
| 3    | Bolivia  | 4  | 1 | 1 | 2 | 3  | 6  | –3  | 4    |
| 4    | Paraguay | 4  | 1 | 1 | 2 | 3  | 7  | –4  | 4    |
| 5    | Peru     | 4  | 1 | 0 | 3 | 4  | 8  | –4  | 3    |

|                     |          |                                                            |          |                                                                       |
| 17 april 2009 19:00 | Paraguay | 0–4                                                        | Brazilië | Estadio Tierra de Campeones, Iquique Scheidsrechter: Diego Abal (ARG) |
| 17 april 2009 19:00 |          | Carlão 12' Zezinho 30' Coutinho 45' (pen.) Felipinho 90+3' |          | Estadio Tierra de Campeones, Iquique Scheidsrechter: Diego Abal (ARG) |

|                     |             |     |            |                                                                           |
| 17 april 2009 22:00 | Bolivia     | 1–1 | Colombia   | Estadio Tierra de Campeones, Iquique Scheidsrechter: Daniel Salazar (ECU) |
| 17 april 2009 22:00 | Mendoza 74' |     | Cardona 1' | Estadio Tierra de Campeones, Iquique Scheidsrechter: Daniel Salazar (ECU) |

|                     |                                               |     |      |                                                                          |
| 20 april 2009 19:00 | Brazilië                                      | 3–0 | Peru | Estadio Tierra de Campeones, Iquique Scheidsrechter: Darío Ubríaco (URU) |
| 20 april 2009 19:00 | Gerson 37' Coutinho 39' (pen.) Wellington 83' |     |      | Estadio Tierra de Campeones, Iquique Scheidsrechter: Darío Ubríaco (URU) |

|                     |                |     |          |                                                                              |
| 20 april 2009 22:00 | Bolivia        | 1–0 | Paraguay | Estadio Tierra de Campeones, Iquique Scheidsrechter: Giovanni Perluzzo (VEN) |
| 20 april 2009 22:00 | Justiniano 11' |     |          | Estadio Tierra de Campeones, Iquique Scheidsrechter: Giovanni Perluzzo (VEN) |

|                     |                      |     |          |                                                                       |
| 23 april 2009 19:00 | Colombia             | 2–0 | Brazilië | Estadio Tierra de Campeones, Iquique Scheidsrechter: Diego Abal (ARG) |
| 23 april 2009 19:00 | Saiz 22' Cardona 67' |     |          | Estadio Tierra de Campeones, Iquique Scheidsrechter: Diego Abal (ARG) |

|                     |                                  |     |            |                                                                         |
| 23 april 2009 22:00 | Paraguay                         | 2–1 | Peru       | Estadio Tierra de Campeones, Iquique Scheidsrechter: Jorge Osorio (CHI) |
| 23 april 2009 22:00 | Domínguez 23' (pen.) Salinas 59' |     | Zapata 70' | Estadio Tierra de Campeones, Iquique Scheidsrechter: Jorge Osorio (CHI) |

|                     |           |     |             |                                                                          |
| 26 april 2009 19:00 | Paraguay  | 1–1 | Colombia    | Estadio Tierra de Campeones, Iquique Scheidsrechter: Darío Ubríaco (URU) |
| 26 april 2009 19:00 | Acuña 32' |     | Cardona 89' | Estadio Tierra de Campeones, Iquique Scheidsrechter: Darío Ubríaco (URU) |

|                     |            |     |                             |                                                                       |
| 26 april 2009 22:00 | Bolivia    | 1–2 | Peru                        | Estadio Tierra de Campeones, Iquique Scheidsrechter: Diego Abal (ARG) |
| 26 april 2009 22:00 | Méndez 73' |     | Zapata 52' (pen.) Reyes 89' | Estadio Tierra de Campeones, Iquique Scheidsrechter: Diego Abal (ARG) |

|                     |                                     |     |         |                                                                         |
| 29 april 2009 19:00 | Brazilië                            | 3–0 | Bolivia | Estadio Tierra de Campeones, Iquique Scheidsrechter: Jorge Osorio (CHI) |
| 29 april 2009 19:00 | Dodô 50' Wellington 55' Romário 66' |     |         | Estadio Tierra de Campeones, Iquique Scheidsrechter: Jorge Osorio (CHI) |

|                     |                             |     |         |                                                                       |
| 29 april 2009 22:00 | Colombia                    | 2–1 | Peru    | Estadio Tierra de Campeones, Iquique Scheidsrechter: Diego Abal (ARG) |
| 29 april 2009 22:00 | Ramos 14' (pen.) Robles 69' |     | Rey 71' | Estadio Tierra de Campeones, Iquique Scheidsrechter: Diego Abal (ARG) |

### Groep B
| Pos. | Land       | GW | W | G | V | DV | DT | +/− | Ptn. |
| ---- | ---------- | -- | - | - | - | -- | -- | --- | ---- |
| 1    | Argentinië | 4  | 3 | 1 | 0 | 8  | 2  | +6  | 10   |
| 2    | Uruguay    | 4  | 2 | 1 | 1 | 5  | 4  | +1  | 7    |
| 3    | Ecuador    | 4  | 1 | 2 | 1 | 4  | 3  | +1  | 5    |
| 4    | Chili      | 4  | 1 | 1 | 2 | 4  | 7  | –3  | 4    |
| 5    | Venezuela  | 4  | 0 | 1 | 3 | 1  | 6  | –5  | 1    |

|                     |                                 |     |           |                                                                                 |
| 18 april 2009 19:00 | Argentinië                      | 2–0 | Venezuela | Estadio Tierra de Campeones, Iquique Scheidsrechter: Víctor Hugo Carrillo (PER) |
| 18 april 2009 19:00 | Espíndola 10' (pen.) Araujo 58' |     |           | Estadio Tierra de Campeones, Iquique Scheidsrechter: Víctor Hugo Carrillo (PER) |

|                     |                     |     |                                      |                                                                              |
| 18 april 2009 22:00 | Chili               | 1–3 | Uruguay                              | Estadio Tierra de Campeones, Iquique Scheidsrechter: Francisco Peñuela (COL) |
| 18 april 2009 22:00 | González 83' (pen.) |     | Barreto 35' (pen.), 55' Gallegos 79' | Estadio Tierra de Campeones, Iquique Scheidsrechter: Francisco Peñuela (COL) |

|                     |           |                    |         |                                                                              |
| 21 april 2009 19:00 | Venezuela | 0–2                | Ecuador | Estadio Tierra de Campeones, Iquique Scheidsrechter: Joaquín Antequera (BOL) |
| 21 april 2009 19:00 |           | Celi 62' Tello 87' |         | Estadio Tierra de Campeones, Iquique Scheidsrechter: Joaquín Antequera (BOL) |

|                     |                    |     |                                            | |
| 21 april 2009 22:00 | Chili              | 1–3 | Argentinië                                 | Estadio Tierra de Campeones, Iquique Toeschouwers: 8.000 Scheidsrechter: Evandro Rogério Roman (BRA) |
| 21 april 2009 22:00 | González 6' (pen.) |     | Villalba 10' Araujo 63' González Pírez 67' | Estadio Tierra de Campeones, Iquique Toeschouwers: 8.000 Scheidsrechter: Evandro Rogério Roman (BRA) |

|                     |              |     |                       |                                                                           |
| 24 april 2009 19:00 | Argentinië   | 1–1 | Ecuador               | Estadio Tierra de Campeones, Iquique Scheidsrechter: Carlos Galeano (PAR) |
| 24 april 2009 19:00 | Villalba 20' |     | De la Cruz 58' (pen.) | Estadio Tierra de Campeones, Iquique Scheidsrechter: Carlos Galeano (PAR) |

|                     |           |              |         |                                                                                 |
| 24 april 2009 22:00 | Venezuela | 0–1          | Uruguay | Estadio Tierra de Campeones, Iquique Scheidsrechter: Víctor Hugo Carrillo (PER) |
| 24 april 2009 22:00 |           | Laurerio 23' |         | Estadio Tierra de Campeones, Iquique Scheidsrechter: Víctor Hugo Carrillo (PER) |

|                     |         |                           |            |                                                                              |
| 27 april 2009 19:00 | Uruguay | 0–2                       | Argentinië | Estadio Tierra de Campeones, Iquique Scheidsrechter: Francisco Peñuela (COL) |
| 27 april 2009 19:00 |         | Araujo 11' Villalba 90+1' |            | Estadio Tierra de Campeones, Iquique Scheidsrechter: Francisco Peñuela (COL) |

|                     |           |     |         |                                                                                                  |
| 27 april 2009 22:00 | Chili     | 1–0 | Ecuador | Estadio Tierra de Campeones, Iquique Toeschouwers: 5.000 Scheidsrechter: Joaquín Antequera (BOL) |
| 27 april 2009 22:00 | Andia 87' |     |         | Estadio Tierra de Campeones, Iquique Toeschouwers: 5.000 Scheidsrechter: Joaquín Antequera (BOL) |

|                     |                  |     |                       |                                                                                 |
| 30 april 2009 19:00 | Uruguay          | 1–1 | Ecuador               | Estadio Tierra de Campeones, Iquique Scheidsrechter: Víctor Hugo Carrillo (PER) |
| 30 april 2009 19:00 | De los Santos 2' |     | De la Cruz 23' (pen.) | Estadio Tierra de Campeones, Iquique Scheidsrechter: Víctor Hugo Carrillo (PER) |

|                     |              |     |               |                                                                                               |
| 30 april 2009 22:00 | Chili        | 1–1 | Venezuela     | Estadio Tierra de Campeones, Iquique Toeschouwers: 7,000 Scheidsrechter: Carlos Galeano (PAR) |
| 30 april 2009 22:00 | Dittborn 28' |     | Centofani 45' | Estadio Tierra de Campeones, Iquique Toeschouwers: 7,000 Scheidsrechter: Carlos Galeano (PAR) |

## Kwalificatieronde
| Pos. | Land     | GW | W | G | V | DV | DT | +/− | Ptn. |
| ---- | -------- | -- | - | - | - | -- | -- | --- | ---- |
| 1    | Uruguay  | 3  | 2 | 1 | 0 | 6  | 2  | +4  | 7    |
| 2    | Colombia | 3  | 2 | 0 | 1 | 5  | 3  | +2  | 6    |
| 3    | Bolivia  | 3  | 1 | 1 | 1 | 6  | 4  | +2  | 4    |
| 4    | Ecuador  | 3  | 0 | 0 | 3 | 2  | 10 | –8  | 0    |

|                  |                  |     |             |                                                                                                  |
| 3 mei 2009 19:00 | Bolivia          | 1–1 | Uruguay     | Estadio Tierra de Campeones, Iquique Toeschouwers: 2.000 Scheidsrechter: Giovanni Perluzzo (VEN) |
| 3 mei 2009 19:00 | Justiniano 90+1' |     | Barreto 78' | Estadio Tierra de Campeones, Iquique Toeschouwers: 2.000 Scheidsrechter: Giovanni Perluzzo (VEN) |

|                  |                             |     |         |                                                                                             |
| 3 mei 2009 22:00 | Colombia                    | 3–0 | Ecuador | Estadio Tierra de Campeones, Iquique Toeschouwers: 2.000 Scheidsrechter: Jorge Osorio (CHI) |
| 3 mei 2009 22:00 | Cardona 1', 27', 40' (pen.) |     |         | Estadio Tierra de Campeones, Iquique Toeschouwers: 2.000 Scheidsrechter: Jorge Osorio (CHI) |

|                  |          |                        |         |                                                                           |
| 6 mei 2009 19:00 | Colombia | 0–2                    | Uruguay | Estadio Tierra de Campeones, Iquique Scheidsrechter: Carlos Galeano (PAR) |
| 6 mei 2009 19:00 |          | Gallegos 26' Arias 68' |         | Estadio Tierra de Campeones, Iquique Scheidsrechter: Carlos Galeano (PAR) |

|                  |                |     |                                         | |
| 6 mei 2009 22:00 | Ecuador        | 1–4 | Bolivia                                 | Estadio Tierra de Campeones, Iquique Toeschouwers: 3.000 Scheidsrechter: Víctor Hugo Carrillo (PER) |
| 6 mei 2009 22:00 | Villaprado 73' |     | Álvarez 29', 35' Galindo 65' Castro 74' | Estadio Tierra de Campeones, Iquique Toeschouwers: 3.000 Scheidsrechter: Víctor Hugo Carrillo (PER) |

|                  |            |     |                                |                                                                                             |
| 9 mei 2009 16:45 | Bolivia    | 1–2 | Colombia                       | Estadio Tierra de Campeones, Iquique Toeschouwers: 4.000 Scheidsrechter: Jorge Osorio (CHI) |
| 9 mei 2009 16:45 | Álvarez 7' |     | Cardona 31' (pen.) Burbano 41' | Estadio Tierra de Campeones, Iquique Toeschouwers: 4.000 Scheidsrechter: Jorge Osorio (CHI) |

|                  |             |     |                                  |                                                                                           |
| 9 mei 2009 19:00 | Ecuador     | 1–3 | Uruguay                          | Estadio Tierra de Campeones, Iquique Toeschouwers: 2.000 Scheidsrechter: Diego Abal (ARG) |
| 9 mei 2009 19:00 | Caicedo 79' |     | Barreto 35' (pen.) Luna 53', 58' | Estadio Tierra de Campeones, Iquique Toeschouwers: 2.000 Scheidsrechter: Diego Abal (ARG) |

## Finale
|                  |                                                                             |     |                                                                                   |                                                                                                  |
| 9 mei 2009 21:15 | Argentinië                                                                  | 2–2 | Brazilië                                                                          | Estadio Tierra de Campeones, Iquique Toeschouwers: 5.000 Scheidsrechter: Joaquín Antequera (BOL) |
| 9 mei 2009 21:15 | González Pírez 65' Espíndola 88' (pen.)                                     |     | Zezinho 4' Coutinho 56'                                                           | Estadio Tierra de Campeones, Iquique Toeschouwers: 5.000 Scheidsrechter: Joaquín Antequera (BOL) |
| 9 mei 2009 21:15 | Strafschoppen                                                               |     |                                                                                   | Estadio Tierra de Campeones, Iquique Toeschouwers: 5.000 Scheidsrechter: Joaquín Antequera (BOL) |
| 9 mei 2009 21:15 | Araujo Villalba Rotondi Orfano Espíndola Olid Apaza Martínez Marín Kruspzky | 5–6 | João Pedro Gerson Zezinho Coutinho Wellington Fernando Carlão Maurício Wellington | Estadio Tierra de Campeones, Iquique Toeschouwers: 5.000 Scheidsrechter: Joaquín Antequera (BOL) |